# Filaret (Karagodin)
Filaret (světským jménem: Anatolij Vasiljevič Karagodin; * 21. srpna 1946, Oděsa) je ukrajinský duchovní Ruské pravoslavné církve a emeritní arcibiskup penzenský a kuzněcký.

## Život
Narodil se 21. srpna 1946 v Oděse v rodině kněze.
Roku 1962 dokončil střední školu č. 103. Poté pracoval jako elektrikář.
Roku 1965 nastoupil na Oděský duchovní seminář a stejného roku byl povolán do řad Sovětské armády. Roku 1968 pokračoval ve studiu. Po dokončení semináře nastoupil na Moskevskou duchovní akademii. Během studia byl hypodiákonem patriarchy Pimena.
Roku 1974 byl přijat mezi bratry Trojicko-sergijevské lávry. Dne 4. dubna 1975 jej představený lávry archimandrita Ieronim (Zinovjev) postřihnul na monacha se jménem Filaret na počest svatého Filareta Milosrdného.
Dne 29. června 1975 byl patriarchou Pimenem rukopoložen na hierodiakona a 30. května 1977 arcibiskupem dmitrovským Volodymyrem (Sabodanem) na jeromonacha.
Roku 1977 byl přijat do Uspenského monastýru v Oděse. Stal se přednášením v Oděském duchovním semináři a regentem seminárního sboru.
Roku 1980 byl povýšen na igumena a roku 1987 na archimandritu.
Dne 15. března 1989 byl jmenován představeným Uspenského monastýru.
Dne 20. února 1990 jej Svatý synod zvolil biskupem astrachaňským a jenotajevským. Dne 10. března byl oficiálně jmenován biskupem 11. března proběhla jeho biskupská chirotonie.
Dne 12. srpna 1992 byl jmenován biskupem dmitrovským, vikářem moskevské eparchie a rektorem Moskevské duchovní akademie a semináře. Do 20. října 1992 dočasně řídil astrachaňskou eparchii.
Dne 17. července 1995 byl převeden na majkopskou katedru.
Dne 28. prosince 2000 byl ustanoven biskupem penzenským a kuzněckým.
Dne 29. února 2004 byl povýšen na arcibiskupa.
Dne 31. května 2010 jej Svatý synod penzionoval z důvodu špatného zdraví. Poté byl jmenován čestným představeným chrámu Proměnění Páně v Bogorodském (Moskva).
V březnu 2014 byl patriarchou Kirill jmenován do služby v Ivanovském monastýru v Moskvě.